# Onthophagus popovi
Onthophagus popovi là một loài bọ cánh cứng trong họ Bọ hung (Scarabaeidae).